# María de Santa Mónica Lhuillier
María Lhuilier (Arquenay, 18 de noviembre de 1744–Laval, 25 de junio de 1794), más conocida por su nombre religioso María de Santa Mónica o simplemente como sor Santa Mónica, fue una religiosa francesa, de la orden de las Canonesas Regulares Hospitalarias de la Misericordia de Jesús, mártir en Laval, en tiempos de la Revolución. Fue beatificada por el papa Pío XII, junto a otros 18 mártires de Laval, el 19 de junio de 1955.

## Biografía
María Lhuilier nació en Arquenay, Francia, el 18 de noviembre de 1744. Al quedar huérfana debió trabajar a temprana edad como sirvienta. Más tarde decidió ingresar al monasterio de San Julián de las Canonesas Regulares Hospitalarias de la Misericordia de Jesús. En dicha congregación sirvió en el hospital de Chàteau Gontier. Hizo sus votos religiosos en 1778 como hermana lega (conversa) tomando el nombre de Sor María de Santa Mónica.
En febrero de 1794, en plena Revolución, las monjas fueron obligadas a abandonar el hospital y a refugiarse en Laval. Los religiosos de la época eran obligados a hacer el «juramento de libertad e igualdad», y quienes no lo hacía eran condenados a la pena capital. Dicho juramento obligaba a quienes habían hecho votos religiosos, abjurar de ellos. María de Santa Mónica no lo hizo. Fue decapitada junto a cuantos habían seguido su ejemplo, el 25 de junio de 1794.

## Culto
María de Santa Mónica, al igual que los otros 18 mártires de Laval, fue beatificada por el papa Pío XII el 19 de junio de 1955. El Martirologio romano la recuerda con los títulos de virgen y mártir y su fiesta se celebra el 25 de junio.
En la localidad de Arquenay existe una asociación en su nombre, que dedica especialmente a la propagación de su culto y todos los años en el día de su fiesta se reúnen para celebrar la misa en acción de gracias por su beatificación.